# 제38회 골든 글로브상
제38회 골든 글로브상은 1980년 상영된 영화 중 가장 뛰어난 영화를 수상하기 위해 1981년 1월에 열린 시상식이다. 미국,캘리포니아/비버리 힐튼 호텔에서 개최되었다.

## 수상 및 후보

### 세실 B. 데밀 상
- 진 켈리 수상

### 작품상-드라마
- 보통 사람들 - 로버트 레드포드 수상
- 엘리펀트 맨 - 데이빗 린치
- 분노의 주먹 - 마틴 스코세이지
- 스턴트 맨 - 리차드 러쉬
- 9번째 배치 - 윌리엄 피터 블래티

### 여우주연상-드라마
- 보통 사람들 - 매리 테일러 무어 수상
- 글로리아 - 제나 로우랜즈
- 부활 - 엘렌 버스틴
- 테스 - 나스타샤 킨스키
- 터치드 바이 러브 - 데보라 래핀

### 남우주연상-드라마
- 분노의 주먹 - 로버트 드 니로 수상
- 엘리펀트 맨 - 존 허트
- 스턴트 맨 - 피터 오툴
- 보통 사람들 - 도날드 서덜랜드
- 트리뷰트 - 잭 레먼

### 작품상-뮤지컬코미디
- 광부의 딸 - 마이클 앱티드 수상
- 멜빈과 하워드 - 조나단 드미
- 아이돌메이커 - 테일러 핵포드
- 에어플레인 - 짐 에이브러햄스
- 페임 - 앨런 파커

### 여우주연상-뮤지컬코미디
- 광부의 딸 - 씨씨 스페이식 수상
- 보통 사람들 - 매리 테일러 무어
- 페임 - 아이린 카라
- 나인 투 파이브 - 돌리 파튼
- 벤자민 일등병 - 골디 혼

### 남우주연상-뮤지컬코미디
- 아이돌메이커 - 레이 샤키 수상
- 홉스카취 - 월터 매튜
- 멜빈과 하워드 - 폴 르 맷
- 광부의 딸 - 토미 리 존스
- 재즈 싱어 - 닐 다이아몬드

### 여우조연상
- 멜빈과 하워드 - 메리 스틴버겐 수상
- 광부의 딸 - 비벌리 단젤로
- 분노의 주먹 - 캐시 모리어티
- 도시의 카우보이 - 데브라 윙거
- 재즈 싱어 - 루시 아너즈

### 남우조연상
- 보통 사람들 - 티모시 허튼 수상
- 보통 사람들 - 주드 허쉬
- 분노의 주먹 - 조 페시
- 9번째 배치 - 스콧 윌슨
- 멜빈과 하워드 - 제이슨 로바즈

### 외국어 영화상
- 테스 - 로만 폴란스키 수상
- 파괴자 모랜트 - 브루스 베레스포드
- 내 놀라운 경력 - 질리언 암스트롱
- 마지막 지하철 - 프랑수아 트뤼포
- 카게무샤 - 구로사와 아키라
- 특별한 치료 - 고란 파스칼레비치

### 감독상
- 보통 사람들 - 로버트 레드포드 수상
- 스턴트 맨 - 리차드 러쉬
- 테스 - 로만 폴란스키
- 엘리펀트 맨 - 데이빗 린치
- 분노의 주먹 - 마틴 스코세이지

### 각본상
- 9번째 배치 - 윌리엄 피터 블래티 수상
- 엘리펀트 맨 - 에릭 버그런
- 보통 사람들 - Alvin Sargent
- 스턴트 맨 - 리차드 러쉬
- 분노의 주먹 - 폴 슈레이더

### 음악상
- 스턴트 맨 - 도미닉 프론티어 수상
- 스타 워즈 에피소드 5 - 제국의 역습 - 존 윌리엄스
- 사랑은 선율을 타고 - 랄로 쉬프린
- 사랑의 은하수 - 존 배리
- 아메리칸 지골로 - 조지오 모로더
- 페임 - 마이클 고어

### 주제가상
- 페임 - 마이클 고어 수상
- 재즈 싱어 - 닐 다이아몬드
- 나인 투 파이브 - 돌리 파튼
- 폴링 인 러브 어게인 - 미셀 르그랑
- 아메리칸 지골로 - 데보라 해리

### 신인남우상
- 보통 사람들 - 티모시 허튼 수상
- 스턴트 맨 - 스티브 레일스벅
- 위대한 산티니 - 마이클 오키프
- 상태 개조 - 윌리암 허트
- 블루 라군 - 크리스토퍼 앳킨스

### 신인여우상
- 테스 - 나스타샤 킨스키 수상
- 드레스 투 킬 - 낸시 알렌
- 도시의 카우보이 - 데브라 윙거
- 분노의 주먹 - 캐시 모리어티
- 나인 투 파이브 - 돌리 파튼

### 미스 골든 글로브
- Rosanne Katon 수상

## 같이 보기
- 제53회 아카데미상
- 제1회 골든 래즈베리상
- 제34회 영국 아카데미 영화상